# Liste der Biografien/Ans
Liste der Biografien |
Portal Biografien |
Personensuche
# |
A |
B |
C |
D |
E |
F |
G |
H |
I |
J |
K |
L |
M |
N |
O |
P |
Q |
R |
S |
T |
U |
V |
W |
X |
Y |
Z |
?
 
Aa |
Ab |
Ac |
Ad |
Ae |
Af |
Ag |
Ah |
Ai |
Aj |
Ak |
Al |
Am |
An |
Ao |
Ap |
Aq |
Ar |
As |
At |
Au |
Av |
Aw |
Ax |
Ay |
Az
 
Ana–Anc |
And |
Ane |
Anf |
Ang |
Anh |
Ani |
Anj |
Ank |
Anl |
Anm |
Ann |
Ano |
Anp |
Anq |
Anr |
Ans |
Ant–Anz
Die Liste der Biografien führt alle Personen auf, die in der deutschsprachigen Wikipedia einen Artikel haben. Dieses ist eine Teilliste mit 281 Einträgen von Personen, deren Namen mit den Buchstaben „Ans“ beginnt.

## Ans
- Ans, Jean D’ (1881–1969), deutscher Chemiker
- Ans, Wendel der Jüngere († 1575), Bürgermeister von Heilbronn

### Ansa
- Ansa, österreichischer Rapper
- Ansa, Tina McElroy (1949–2024), US-amerikanische Schriftstellerin, Journalistin und Hochschullehrerin
- Ansa, Weynshet (* 1996), äthiopische Hindernisläuferin
- Ansah, Ilyas (* 2004), deutscher Fußballspieler
- Ansah, Joey (* 1982), britischer Schauspieler und Stuntmen
- Ansah, Owen (* 2000), deutscher LeichtathletOwen Ansah (* 2000)

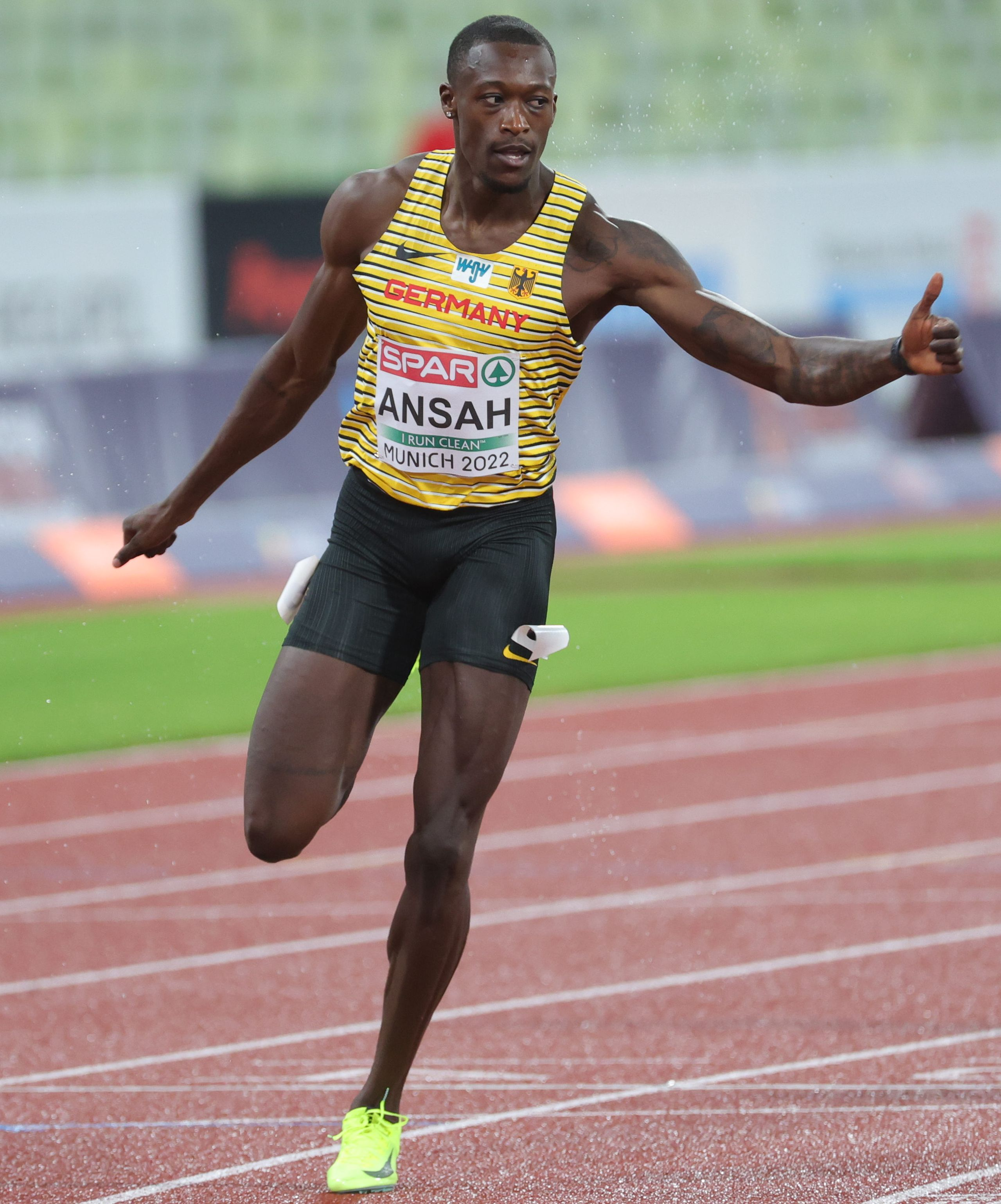
Owen Ansah (* 2000)

- Ansah, Regina (* 1974), ghanaische Fußballspielerin
- Ansah-Peprah, Lucas (* 2000), deutscher Leichtathlet
- Ansahl, Helene (* 1894), deutsche Politikerin (SED), erste Vorsitzende der demokratischen Frauenausschüsse 1945/46
- Ansaldi, Casto Innocenzio (1710–1780), italienischer Theologe, Philosoph und Altertumsforscher
- Ansaldi, Cristian (* 1986), argentinischer Fußballspieler
- Ansaldi, Michele, italienischer Rüstungs- und Automobilunternehmer
- Ansaldo, Giovanni Andrea (1584–1638), italienischer Maler
- Ansanus (284–304), Heiliger
- Ansara, Michael (1922–2013), US-amerikanischer Schauspieler
- Ansārī, ʿAbdallāh al- (1006–1089), Sufi-Dichter der persischen Sprache
- Ansari, Amir (* 1970), iranisch-US-amerikanischer Unternehmer, Stifter des Ansari-X-Prize
- Ansari, Amir (* 1999), afghanischer Radrennfahrer
- Ansari, Anousheh (* 1966), US-amerikanisch-iranische Unternehmerin und der erste weibliche Weltraumtourist
- Ansari, Aziz (* 1983), US-amerikanischer Comedian und SchauspielerAziz Ansari (* 1983)

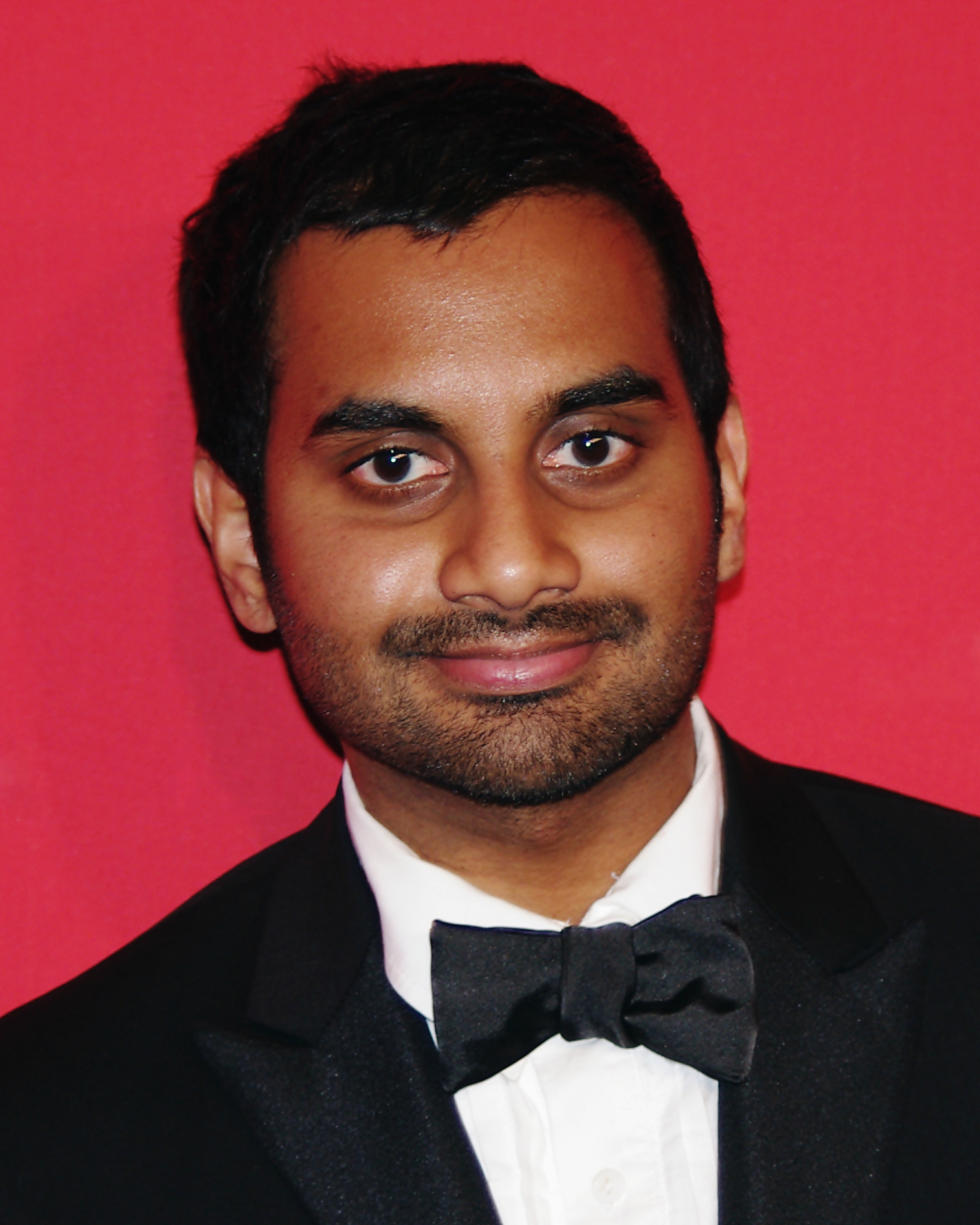
Aziz Ansari (* 1983)

- Ansari, Carolyn (* 2000), US-amerikanische Tennisspielerin
- Ansari, Humayun (* 1947), britischer Historiker
- Ansari, Jim, schottischer Badmintonspieler
- Ansari, Mirza Sa'id Khan (1816–1884), persischer Außenminister
- Ansari, Mohammad Bagher (* 1946), islamischer Theologe und Rechtsgelehrter sowie Philosoph
- Ansari, Mohammad Hamid (* 1937), indischer Politiker und Vizepräsident
- Ansari, Mortaza (1799–1864), islamischer Geistlicher
- Ansari, Nina (* 1981), deutsch-iranische bildende Künstlerin
- Ansari, Puneh (* 1983), österreichische Autorin und Künstlerin
- Ansari, Salman (* 1941), deutscher Lehrer und Autor
- Ansari, Yassamin (* 1992), US-amerikanische Politikerin
- Ansari, Zafar Ishaq (1932–2016), pakistanischer Islamgelehrter und Hochschullehrer
- Ansarifard, Karim (* 1990), iranischer Fußballspieler
- Ansary, Tamim (* 1948), afghanischer Schriftsteller und Historiker
- Ansay, Tuğrul (1930–2022), deutscher Rechtswissenschaftler

### Ansb
- Ansbach, Herbert (1913–1988), deutscher SED-Funktionär, Widerstandskämpfer gegen den Nationalsozialismus
- Ansbach, Vera (1920–2020), deutsche Antifaschistin, stellvertretende Direktorin der Deutschen Handelsbank der DDR
- Ansbacher, Charles (1942–2010), US-amerikanischer Dirigent
- Ansbacher, Heinz Ludwig (1904–2006), deutsch-US-amerikanischer Psychologe
- Ansbacher, Henry (* 1970), US-amerikanischer Filmproduzent von Dokumentarfilmen
- Ansbacher, Leo (1907–1998), deutsch-israelischer Rabbiner
- Ansbacher, Martin (* 1976), deutscher Politiker (SPD)Martin Ansbacher (* 1976)

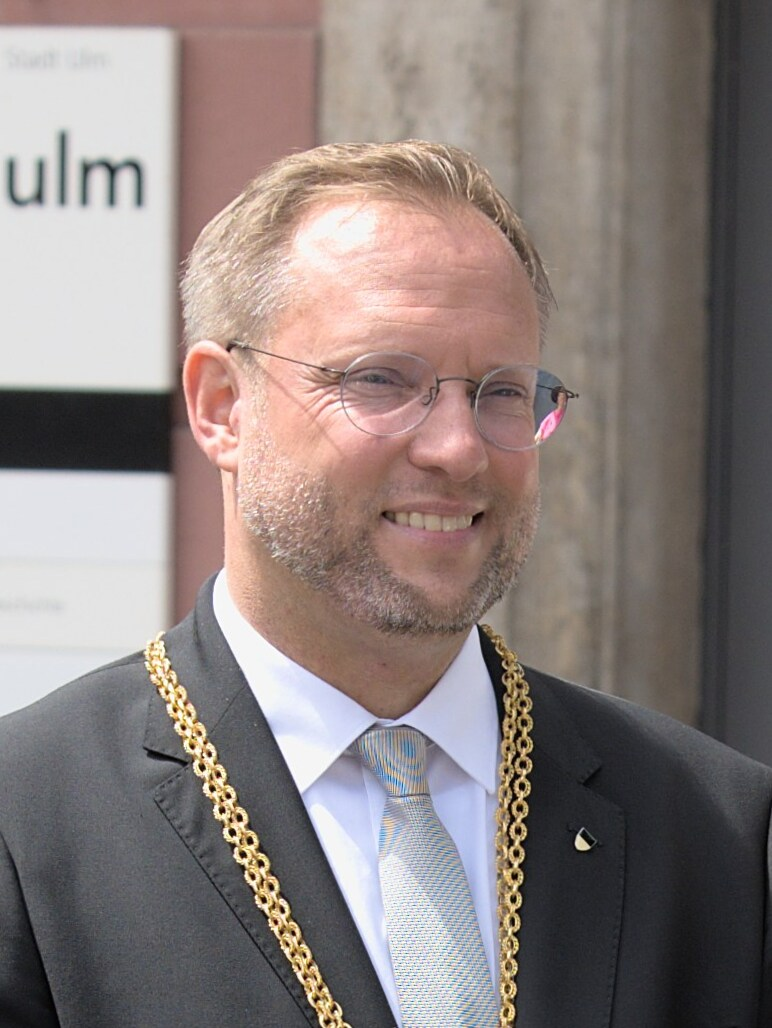
Martin Ansbacher (* 1976)

- Ansbacher, Rowena R. (1906–1996), US-amerikanische Psychologin
- Ansbald von Prüm († 886), Abt in Prüm (Prumia)
- Ansberry, Timothy T. (1871–1943), US-amerikanischer Jurist und Politiker
- Ansbert von Mailand († 881), langobardischer Geistlicher, Erzbischof von Mailand
- Ansbert von Rouen, Bischof von Rouen und Kanzler des westfränkischen Reiches
- Ansbøl, Bjarne (* 1937), dänischer Ringer

### Ansc
- Anscelly, Amelia Alicia (* 1988), malaysische Badmintonspielerin
- Anschba, Amina Wladikowna (* 1999), russische Tennisspielerin
- Anscheidt, Hans Georg (* 1935), deutscher Motorradrennfahrer
- Anschel, Clara (1780–1826), deutsche Schriftstellerin und Schauspielerin
- Anschel, Louis (* 1964), deutscher Autor
- Anschell, Bill, US-amerikanischer Jazzmusiker und Arrangeur
- Anschober, Rudolf (* 1960), österreichischer Politiker (Grüne), Landtagsabgeordneter, Abgeordneter zum NationalratRudolf Anschober (* 1960)

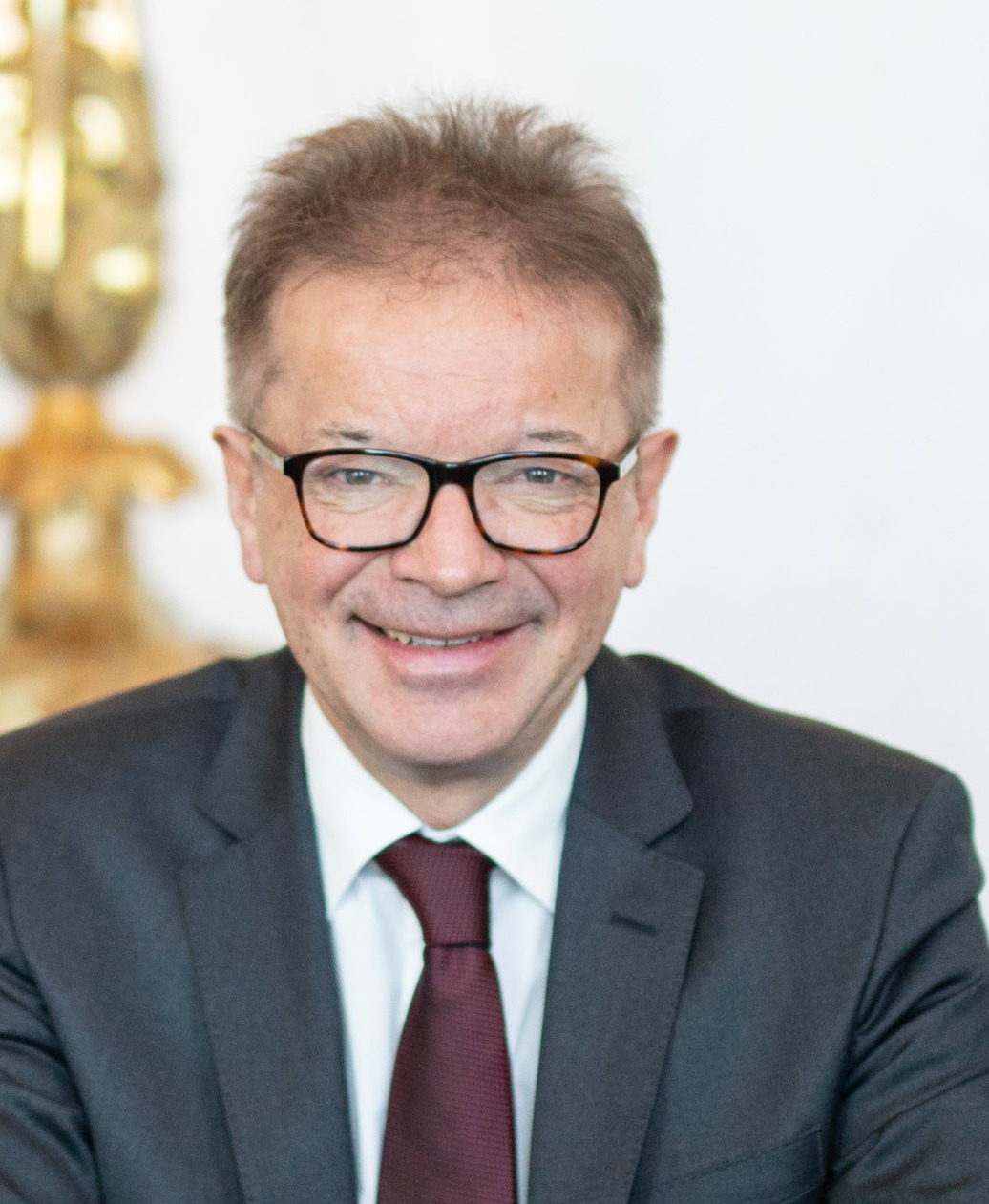
Rudolf Anschober (* 1960)

- Anschuh, Conrad († 1813), deutscher Räuber, Mitglieder der Wetterauer Bande
- Anschütz, Adolf (1889–1945), deutscher Widerstandskämpfer gegen den Nationalsozialismus
- Anschütz, August (1826–1874), deutscher Rechtswissenschaftler
- Anschütz, David (* 1977), deutscher Komiker, Autor und Schauspieler
- Anschütz, Ernst (1780–1861), deutscher Theologe, Pädagoge und Verfasser vieler Volks- und Kinderlieder
- Anschütz, Felix (1920–2014), deutscher Internist, Kardiologe und Hochschullehrer
- Anschütz, Georg (1886–1953), deutscher Psychologe
- Anschütz, Gerhard (1867–1948), deutscher Staatsrechtler
- Anschütz, Hans (1901–1980), deutscher Rechtswissenschaftler und Landgerichtspräsident
- Anschütz, Heinrich (1785–1865), deutsch-österreichischer Schauspieler
- Anschütz, Helga (1928–2006), deutsche Orientalistin und Geografin
- Anschütz, Helmut (1932–2016), deutscher Fechter und Olympiateilnehmer
- Anschütz, Hermann (1802–1880), deutscher Maler
- Anschütz, Ludwig (1889–1954), deutscher Chemiker
- Anschütz, Ludwig (1902–1985), deutscher Schauspieler und Hörspielsprecher
- Anschütz, Marie Helene (* 1985), deutsche Theaterregisseurin
- Anschütz, Ottomar (1846–1907), deutscher Fotograf, Pionier der Fototechnik, Chronofotografie und der Kinematographie
- Anschutz, Philip (* 1939), US-amerikanischer Unternehmer und Milliardär
- Anschütz, Richard (1852–1937), deutscher Chemiker
- Anschütz, Roderich (1818–1888), österreichischer Dramatiker, Jurist und Staatsbeamter
- Anschütz, Rolf (1932–2008), deutscher GastronomRolf Anschütz (1932–2008)

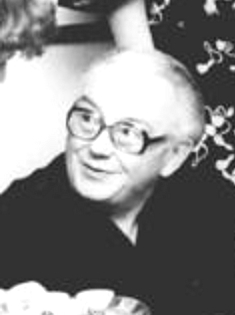
Rolf Anschütz (1932–2008)

- Anschütz, Rosa (1830–1909), österreichische Schauspielerin
- Anschütz, Thomas (* 1954), deutscher Maler und Fotograf
- Anschütz, Ulrich (* 1945), deutscher Schauspieler
- Anschütz, Wilhelm (1870–1954), deutscher Chirurg und Hochschullehrer
- Anschütz-Kaempfe, Hermann (1872–1931), deutscher Wissenschaftler und Erfinder des Kreiselkompass
- Anschütz-Thoms, Daniela (* 1974), deutsche Eisschnellläuferin
- Anscombe, Elizabeth (1919–2001), britische Philosophin und Theologin
- Anscombe, Francis (1918–2001), englischer Statistiker

### Ansd
- Ansdell, Richard (1815–1885), englischer Maler, der sich auf Tiermotive spezialisiert hat

### Anse
- Anseau de Cayeux († 1273), Kreuzritter, Regent des lateinischen Kaiserreichs
- Anseau de Garlande († 1118), Seneschall von Frankreich, Graf von Rochefort, Herr von Gournay
- Anseaume, Louis (1721–1784), französischer Librettist
- Anseele, Edward (1856–1938), belgischer Politiker
- Anseele, Edward jr. (1902–1981), belgischer Politiker und Widerstandskämpfer
- Ansegis († 883), Erzbischof von Sens
- Ansegis, Benediktiner, Abt, Gesandter
- Ansegis von Troyes († 970), Bischof von Troyes
- Ansegisel, Arnulfinger
- Ansel, Martin F. (1850–1945), US-amerikanischer Politiker, Gouverneur von South Carolina
- Ansel, Sabine (* 1978), deutsche Faustballerin
- Ansel, Werner (1909–1988), deutscher Politiker (NSDAP), Landrat
- Anselin, Ernest (1861–1916), französischer General im Ersten Weltkrieg
- Anselin, Eugénie (* 1992), luxemburgische Theater- und Filmschauspielerin
- Ansell, Bryan (1955–2023), britischer Rollenspiel- und Tabletop-Spiel-Entwickler
- Ansell, Derek (1934–2024), britischer Autor und Jazzkritiker
- Ansell, George (1909–1988), englischer Fußballspieler
- Ansell, Gertrude (1861–1932), englisch-britische Suffragette und Tierwohlaktivistin
- Ansell, Nick (* 1994), australischer Fußballspieler
- Ansell, William Drummond (1886–1947), britisch-neuseeländischer Schiffssteward und Expeditionsteilnehmer
- Ansell, William Frank Harding (1923–1996), britischer Mammaloge
- Anselm (1265–1343), Marschall von Frankreich, Herr von Joinville
- Anselm de Craon († 1148), kirchlicher Würdenträger des Hochmittelalters
- Anselm der Ältere, Vorfahre der Pfalzgrafen von Tübingen
- Anselm der Jüngere, deutscher Klostergründer und Vorfahre der Pfalzgrafen von Tübingen
- Anselm II. von Lucca (1035–1086), römisch-katholischer Bischof und Heiliger
- Anselm von Canterbury († 1109), Philosoph des MittelaltersAnselm von Canterbury († 1109)

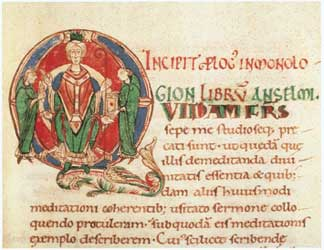
Anselm von Canterbury († 1109)

- Anselm von Havelberg († 1158), katholischer Ordensgeistlicher, Bischof, Kirchenpolitiker und Gelehrter
- Anselm von Laon († 1117), katholischer Theologe und Frühscholastiker
- Anselm von Lüttich, Hagiograf, Chronist, Kanoniker, Dekan
- Anselm von Meißen (1210–1278), Bischof von Ermland, Weihbischof in Breslau und Olmütz
- Anselm von Nenningen (1350–1428), Bischof von Augsburg
- Anselm von Nonantola († 803), Herzog von Friaul, Heiliger, Abt von Nonantola
- Anselm von Schwanden († 1266), Abt des Klosters Einsiedeln
- Anselm, Doris (* 1981), deutsche Schriftstellerin und Journalistin
- Anselm, Elizabeth, US-amerikanische Badmintonspielerin
- Anselm, Fred (1922–2005), deutscher Maler und Grafiker
- Anselm, Karin (* 1940), deutsche Film- und Theaterschauspielerin
- Anselm, Marcus (* 1996), luxemburgischer Eishockeytorwart
- Anselm, Reiner (* 1965), deutscher evangelischer Theologe
- Anselm, Rolf (* 1942), deutscher Bauingenieur und Hochschullehrer
- Anselm, Sabine (* 1965), deutsche Fachdidaktikerin
- Anselm, Tobias (* 2000), österreichischer FußballspielerTobias Anselm (* 2000)

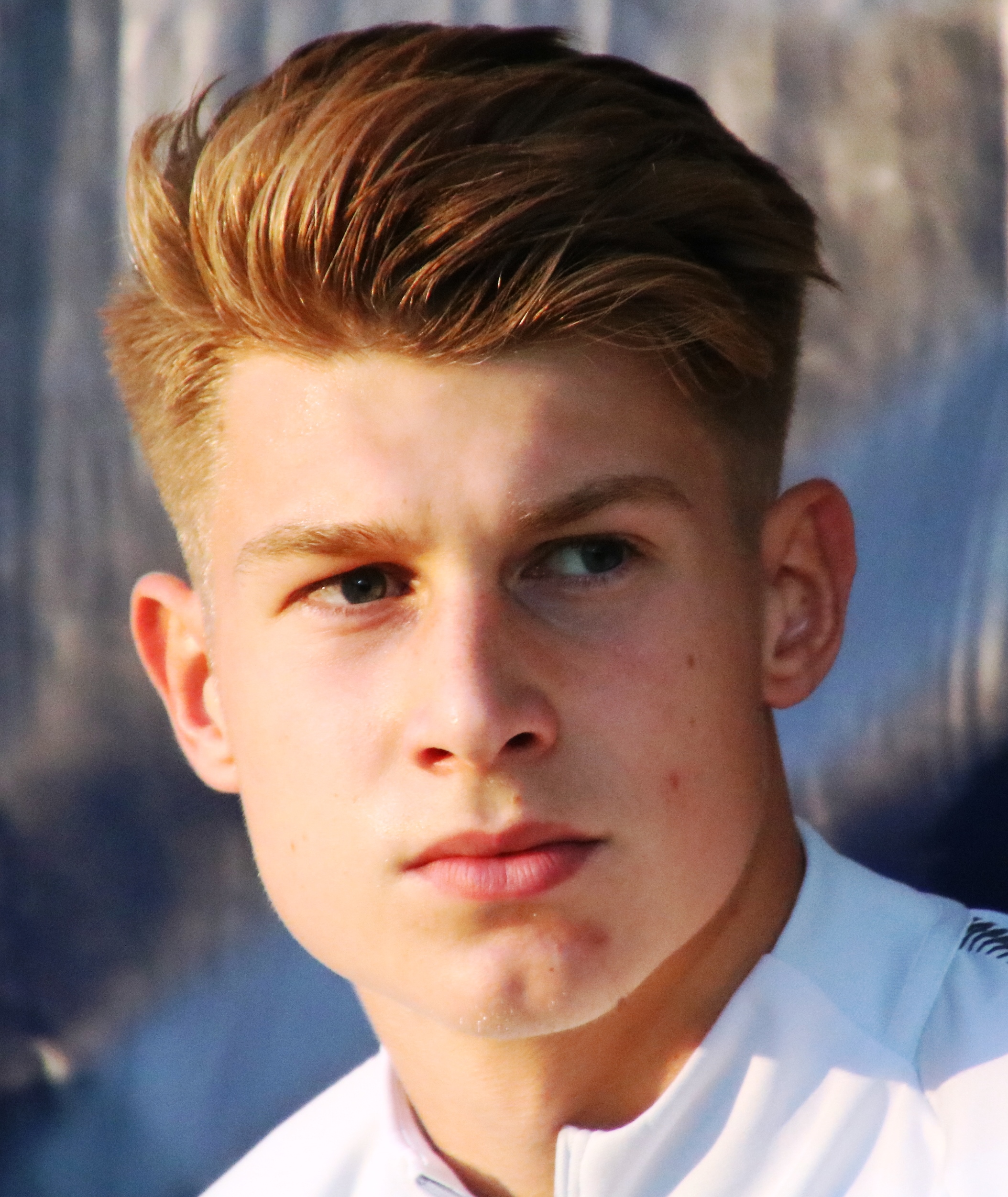
Tobias Anselm (* 2000)

- Anselme, Bernard (* 1945), belgischer Politiker der Parti Socialiste (PS)
- Anselme, Jacques Bernard d’ (1740–1814), französischer Generalleutnant
- Anselme, Père (1625–1694), französischer Historiker, Genealoge und Heraldiker
- Anselme, Rose (* 1740), französisch-niederländische Schauspielerin, Sängerin und Theaterregisseurin
- Anselment, Hermann (1905–1981), deutscher Maler
- Anselmet, Alexandre (* 1980), französischer Skirennläufer
- Anselmet, Corinne (* 1986), französische Skirennläuferin
- Anselmetti, Dario (* 1963), schweizerisch-deutscher Physiker
- Anselmi, Albert (1883–1929), US-amerikanischer Auftragsmörder
- Anselmi, Anselmo (1859–1907), italienischer Lokalhistoriker
- Anselmi, Enrico (1915–1975), italienischer Autorennfahrer
- Anselmi, Michelangelo (* 1492), italienischer Maler
- Anselmi, Nicolò (* 1961), italienischer Geistlicher und römisch-katholischer Weihbischof in Genua
- Anselmi, Renato (1891–1973), italienischer Säbelfechter
- Anselmi, Renato (* 1941), Schweizer Jazzmusiker und Musikmanager
- Anselmi, Rosina (1876–1965), italienische Schauspielerin
- Anselmi, Tina (1927–2016), italienische Politikerin, Mitglied der Camera dei deputati
- Anselmini, Paul (* 2003), französischer Mittelstreckenläufer
- Anselmino, Karl Julius (1900–1978), deutscher Gynäkologe und Geburtshelfer
- Anselmino, Otto (1873–1955), deutscher Apotheker
- Anselmo da Campione, italienischer Bildhauer
- Anselmo Ramon (* 1988), brasilianischer Fußballspieler
- Anselmo, Giovanni (1934–2023), italienischer Bildhauer
- Anselmo, Peregrino (1902–1975), uruguayischer Fußballspieler
- Anselmo, Phil (* 1968), US-amerikanischer MusikerPhil Anselmo (* 1968)

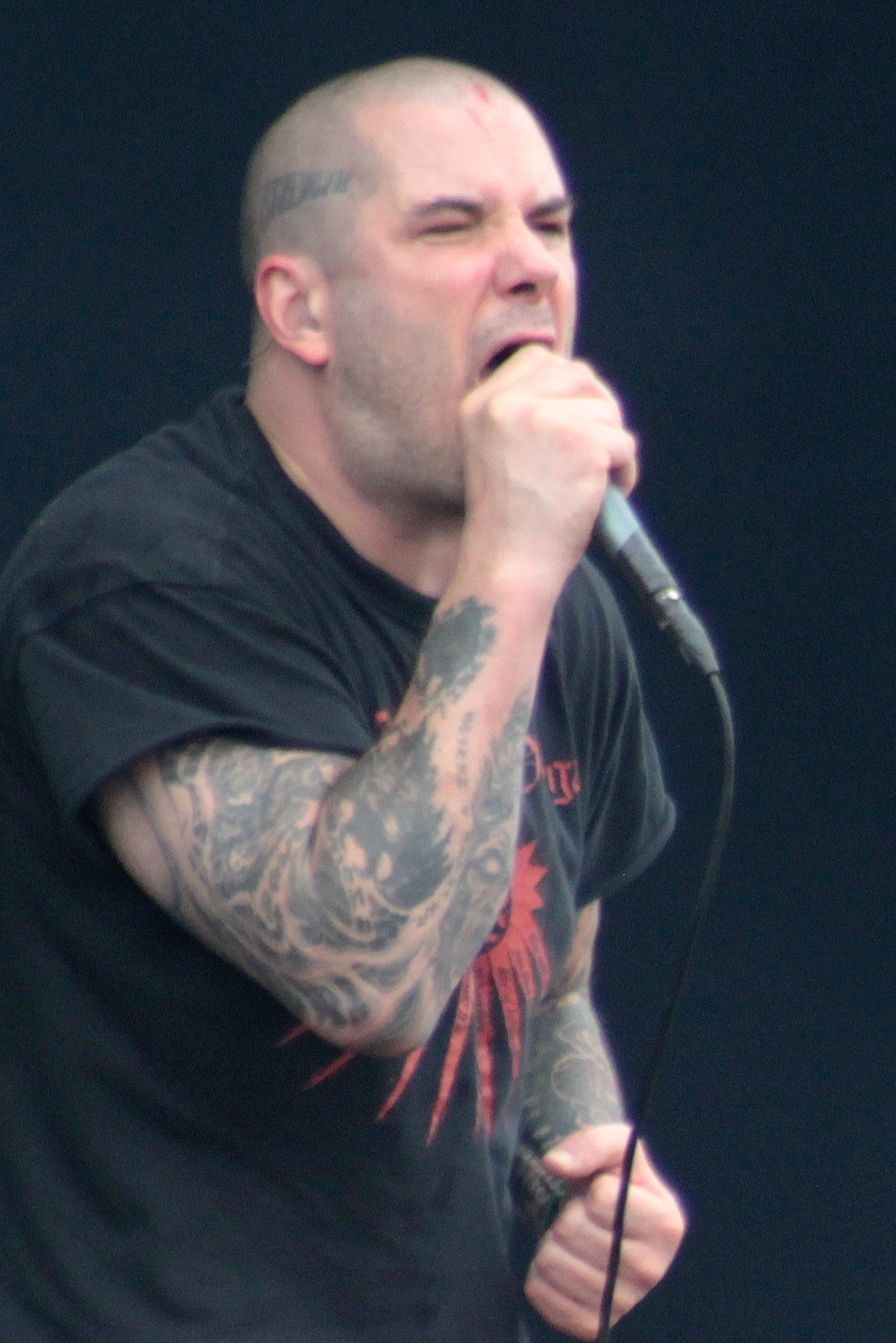
Phil Anselmo (* 1968)

- Anselmo, Tony (* 1960), US-amerikanischer Trickfilmzeichner und Synchronsprecher
- Anselmo, Vic (* 1985), lettische Sängerin und Songschreiberin
- Anselstetter, Peter-Maria (* 1961), deutscher Schauspieler und Regisseur
- Ansembourg, Christophe d’ (* 1963), belgischer Autorennfahrer
- Ansén, Karl (1887–1959), schwedischer Fußballspieler
- Anséric I. von Montréal, Herr von Montréal
- Anséric II. von Montréal († 1191), Herr von Montréal
- Ansermet, Ernest (1883–1969), Schweizer Dirigent
- Ansermet, Michel (* 1965), Schweizer Sportschütze
- Anseth, Kristi (* 1968), US-amerikanische Chemieingenieurin und Hochschullehrerin

### Ansf
- Ansfried († 1010), Graf, Benediktiner, Bischof von Utrecht
- Ansfrit, Herzog der Langobarden

### Ansg
- Ansgar von Bremen (801–865), Mönch des Benediktiner-Ordens und Erzbischof für SkandinavienAnsgar von Bremen (801–865)

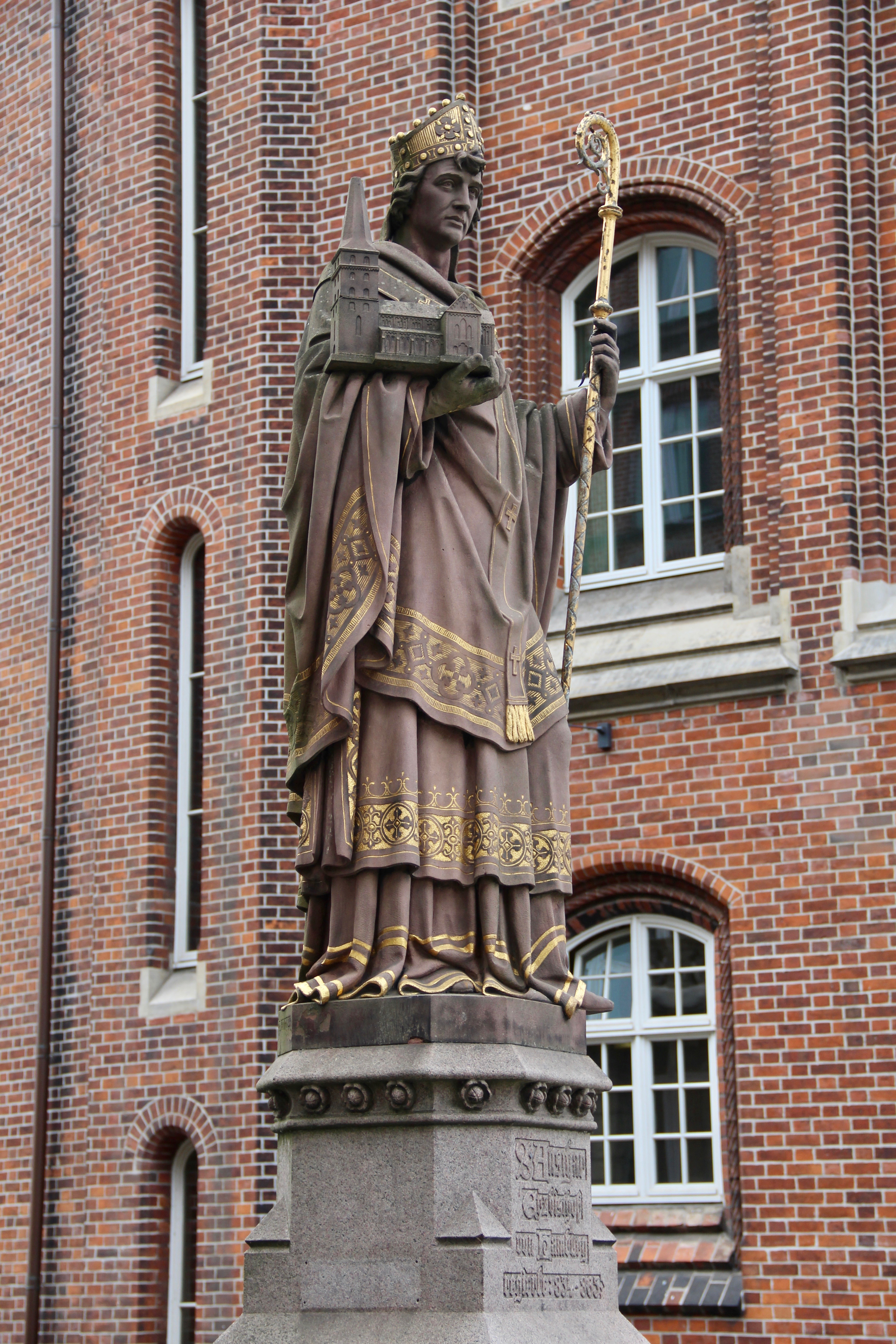
Ansgar von Bremen (801–865)

- Ansgard von Burgund (826–880), Königin und erste Gemahlin des westfränkischen Königs Ludwig II.
- Ansgerius († 1124), Gründungsbischof des lateinischen Bistums Catania

### Ansh
- Anshelm, Klas (1914–1980), schwedischer Architekt und Künstler
- Anshelm, Thomas, Buchdrucker in der Zeit des Humanismus
- Anshelm, Valerius (* 1475), Geschichtsschreiber und Verfasser der Berner Chronik
- Anshof, Claus (* 1934), deutscher Pädagoge und Historiker
- Anshutz, Thomas Pollock (1851–1912), US-amerikanischer Porträt- und Genremaler

### Ansi
- Ansidei, Vincenzo (1862–1940), italienischer Bibliothekar und Lokalhistoriker
- Ansimow, Wladimir Wladimirowitsch (1920–1989), sowjetischer Geologe und Geophysiker
- Ansingh, Lizzy (1875–1959), niederländische Malerin, Zeichnerin und Lithografin und Mitglied der Amsterdamse Joffers
- Ansingh, Thérèse (1883–1968), niederländische Malerin
- Ansion, Kunigunde (1863–1922), österreichische Schriftstellerin
- Ansip, Andrus (* 1956), estnischer Politiker sowie Chemiker, Premierminister von Estland (2005–2014), MdEP
- Ansius Diodorus, Lucius, antiker römischer Toreut
- Ansius Epaphroditus, Lucius, antiker römischer Toreut
- Ansius Phoebus, Lucius, antiker römischer Toreut

### Ansl
- Anslan, Viljo (1937–2017), estnischer Seemann und Schriftsteller
- Ansley, Giselle (* 1992), britische Hockeyspielerin
- Anslinger, Harry J. (1892–1975), amerikanischer Diplomat und Vorsitzender des Federal Bureau of NarcoticsHarry J. Anslinger (1892–1975)

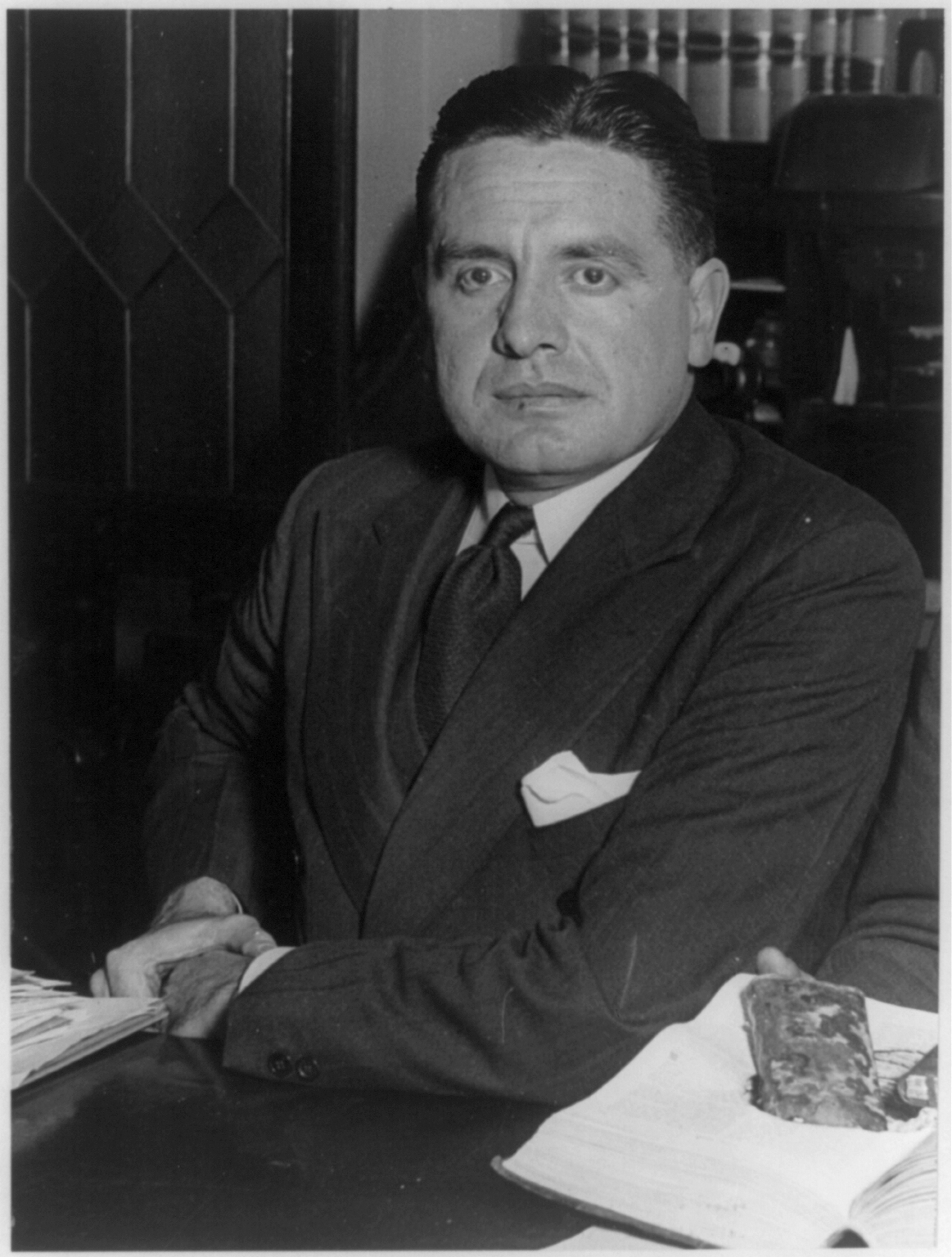
Harry J. Anslinger (1892–1975)

- Anslinger, Tobias (* 1983), österreichischer Betriebswirt und Wirtschaftsjournalist
- Anslinger, Winfried (* 1951), deutscher Theologe, Politiker und Autor
- Anslow, Gladys (1892–1969), US-amerikanische Physikerin und Hochschullehrerin
- Anslyn, Eric (* 1960), US-amerikanischer Chemiker

### Ansm
- Ansmann, Albert (1902–1958), deutscher Politiker (SPD), MdL (Baden-Württemberg)
- Ansmann, Heinz (1906–1999), deutscher Bankier und Politiker
- Ansmann, Holger (* 1957), deutscher Politiker (SPD), MdL
- Ansmann, Lena (* 1985), deutsche Gesundheitswissenschaftlerin und Hochschullehrerin

### Ansn
- Ansnes, Ronny Fredrik (1989–2018), norwegischer Skilangläufer

### Anso
- Ansoff, Harry Igor (1918–2002), amerikanischer Mathematiker und Wirtschaftswissenschaftler russischer Herkunft
- Ansoldi, Giorgio (1913–1999), italienischer Filmschaffender
- Ansoldi, Luca (* 1982), italienischer Eishockeyspieler
- Ansomardi (1866–1915), estnischer Schriftsteller und Militär
- Anson, Chan (* 1940), Spitzenbeamtin und Aktivistin
- Anson, George (1769–1849), britischer Politiker und General
- Anson, George (1797–1857), britischer General, Oberbefehlshaber in Indien und Politiker der Whig-Partei
- Anson, George, 1. Baron Anson (1697–1762), britischer Marineoffizier und Theoretiker der SeekriegskunstGeorge Anson, 1. Baron Anson (1697–1762)

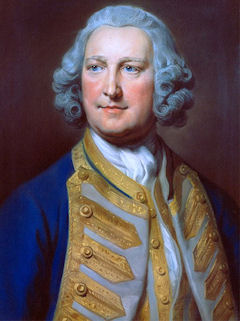
George Anson, 1. Baron Anson (1697–1762)

- Anson, Jennifer (* 1977), palauische Judoka
- Anson, Patrick, 5. Earl of Lichfield (1939–2005), britischer Peer und Photograph
- Anson, Peter (1924–2018), britischer Konteradmiral
- Anson, Peter Frederick (1889–1975), britischer Autor
- Ansón, Rafael (* 1935), spanischer Unternehmer sowie politischer Berater
- Ansons, Artūrs (* 1984), lettischer Radrennfahrer
- Ansons, Kurts (* 1906), lettischer Fußballspieler
- Ansons, Uldis (* 1959), lettischer Radrennfahrer
- Ansorg, Adolf (1901–1978), deutscher Archivar und Heimatforscher
- Ansorg, Linda (1912–2012), deutsche Familienrechtlerin, Gegnerin und Opfer des Nationalsozialismus
- Ansorg, Reinhold (1890–1985), deutscher Bildhauer
- Ansorge, August (1851–1932), österreichisch-böhmischer Landwirt und Politiker (Deutsche Nationalpartei), Abgeordneter zum Nationalrat
- Ansorge, Conrad (1862–1930), deutscher Komponist
- Ansorge, Dirk (* 1960), deutscher katholischer Theologe
- Ansorge, Erich (1937–1998), deutscher Politiker (SED) in der DDR und Kombinatsdirektor
- Ansorge, Gisèle (1923–1993), Schweizer Schriftstellerin
- Ansorge, Hermann (1927–2010), deutscher Agrikulturchemiker
- Ansorge, Hermann (* 1955), deutscher Biologe
- Ansorge, Horst (* 1928), deutscher Politiker (SED), Drehbuchautor
- Ansorge, Joachim (1939–1980), deutscher Synchronsprecher und Schauspieler
- Ansorge, Maria (1880–1955), deutsche Politikerin (SPD), MdR, MdB
- Ansorge, Martin C. (1882–1967), US-amerikanischer Jurist und Politiker
- Ansorge, Nag (1925–2013), Schweizer Dokumentar-, Trick- und Spielfilmregisseur
- Ansorge, Olaf (1961–2012), deutscher Fußballspieler und Fußballtrainer
- Ansorge, Rainer (* 1931), deutscher Mathematiker
- Ansorge, Siegfried (1935–2023), deutscher Chemiker, Immunologe und Hochschullehrer
- Ansorge, Ulf (* 1965), deutscher Moderator
- Ansorge, Walther (1886–1967), deutscher Jurist und Bundesfinanzrichter
- Ansorow, Abdulach Abuesidowitsch (2002–2020), tschetschenischer Mörder
- Ansotegi, Ion (* 1982), spanischer Fußballspieler

### Ansp
- Anspach, Harry (1889–1943), deutscher Bühnenschauspieler
- Anspach, Henri (1882–1979), belgischer Fechter
- Anspach, Isaac Salomon (1746–1825), Schweizer evangelischer Geistlicher und Politiker
- Anspach, Jules (1829–1879), belgischer Jurist, Bürgermeister von Brüssel und Mitglied des belgischen Repräsentantenhauses
- Anspach, Karl (1889–1941), deutscher Unternehmer
- Anspach, Maria (1933–2021), deutsche Autorin
- Anspach, Niclas (* 2000), deutscher Fußballspieler
- Anspach, Paul (1882–1981), belgischer Fechtsportler und Olympiasieger
- Anspach, Ralph (1926–2022), US-amerikanischer Wirtschaftswissenschaftler, Erfinder des Anti-Monopoly-Spieles
- Anspach, Sólveig (1960–2015), isländisch-französische Filmregisseurin, Drehbuchautorin und Dokumentarfilmerin
- Anspach, Susan (1942–2018), US-amerikanische Theater- und Filmschauspielerin
- Anspann, Walter (* 1956), deutscher Fußballspieler
- Anspaugh, David (* 1946), US-amerikanischer Regisseur
- Ansperger, Kurt (* 1955), österreichischer Kickboxer
- Ansperger, Nicole (* 1981), deutsche MusikerinNicole Ansperger (* 1981)

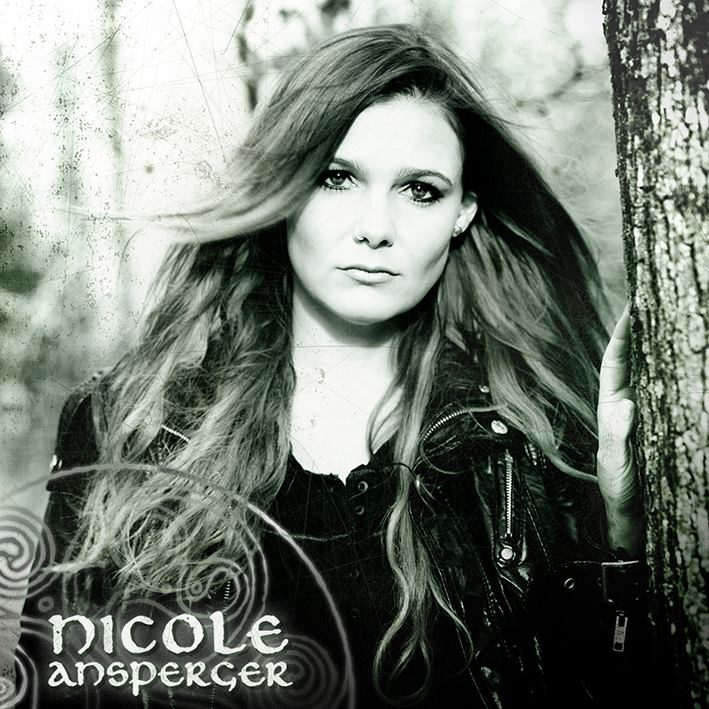
Nicole Ansperger (* 1981)

- Ansprand († 712), König der Langobarden
- Ansprenger, Franz (1927–2020), deutscher Politikwissenschaftler, Historiker und Afrikawissenschaftler

### Ansq
- Ansquer, Vincent (1925–1987), französischer Politiker (UNR, UDR, RPR), Mitglied der Nationalversammlung

### Anss
- Ansse de Villoison, Jean-Baptiste Gaspard d’ (1750–1805), französischer Gräzist und Neogräzist

### Anst
- Anstatt, Nadine (* 1995), deutsche Fußballspielerin
- Anstatt, Tanja (* 1966), deutsche Slavistin und Hochschullehrerin
- Anstead, Ant (* 1979), englischer Fernsehmoderator, Automechaniker und Fahrzeugbauer
- Ansted, David Thomas (1814–1880), englischer Geologe
- Anstej, Olga Nikolajewna (1912–1985), russische Schriftstellerin, Lyrikerin und Übersetzerin
- Anstett, Johann Protasius von († 1835), russischer Diplomat
- Anstett, Kévin (* 1991), französischer Basketballfunktionär und -spieler
- Anstey, Brendel (1887–1933), englischer Fußballspieler
- Anstey, Bruce (* 1969), neuseeländischer MotorradrennfahrerBruce Anstey (* 1969)

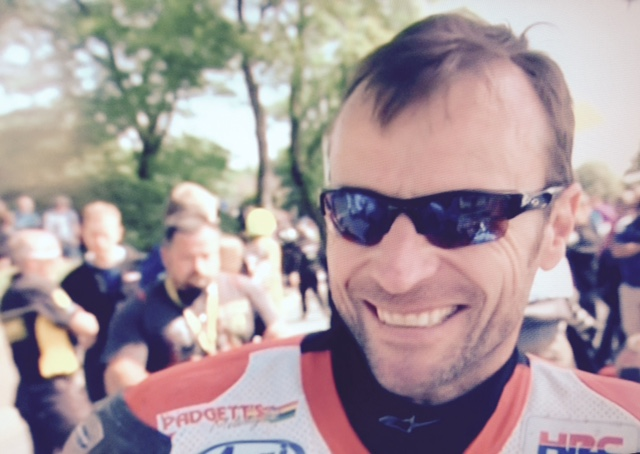
Bruce Anstey (* 1969)

- Anstey, Chris (* 1975), australischer Basketballspieler
- Anstey, Edgar (1907–1987), britischer Filmproduzent
- Anstey, Jay (* 1991), südafrikanische Schauspielerin und Model
- Anstey, Vera (1889–1976), britische Wirtschaftswissenschaftlerin
- Anstine, Erik, US-amerikanischer Opernsänger (Bass)
- Anstis, Marion (* 1948), australische Herpetologin
- Anstock, Heinz (1909–1980), deutscher Germanist und Gymnasiallehrer
- Anstötz, Gustav (1890–1941), deutscher Gewerkschafter und Politiker (SPD)
- Anstötz, Stephan (* 1976), deutscher Jurist und Richter am Bundesgerichtshof
- Anstrudis von Champagne, Herzogin der Champagne
- Anstruther-Gough-Calthorpe, Richard (1908–1985), britischer Heeresoffizier
- Anstruther-Gray, William, Baron Kilmany (1905–1985), britischer Politiker (Conservative Party), Mitglied des House of Commons

### Ansu
- Ansue, Magdalena (* 1974), äquatorialguineische Sprinterin
- Ansuhenne, Kofi (* 1973), deutscher Musiker, Songschreiber und Musikproduzent
- Ansuino da Forlì, italienischer Maler der Spätgotik und Frührenaissance
- Ansull, Oskar (* 1950), deutscher Autor, Herausgeber, Rezitator
- Ansúrez, Pedro, spanischer Adliger

### Ansv
- Ansverus (1038–1066), Benediktinermönch und HeiligerAnsverus (1038–1066)

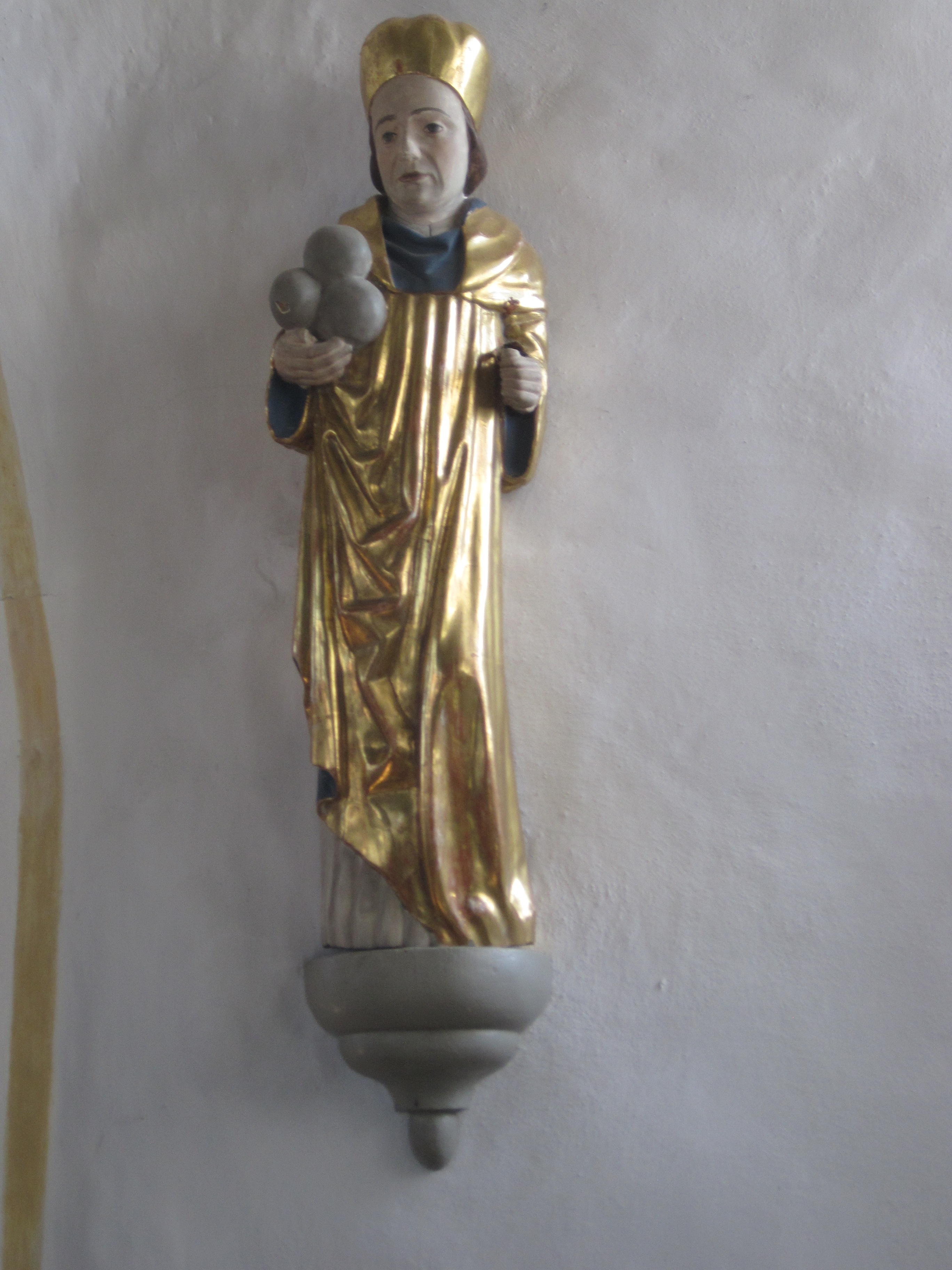
Ansverus (1038–1066)

### Answ
- Answin von Camerino († 861), heiliger Bischof und Beichtvater Kaisers Ludwig des Frommen